# Alpheus dolerus
Alpheus dolerus is een garnalensoort uit de familie van de Alpheidae. De wetenschappelijke naam van de soort is voor het eerst geldig gepubliceerd in 1956 door Banner.